# NGC 3418
NGC 3418 este o galaxie lenticulară situată în constelația Leul Mic. A fost descoperită în 11 aprilie 1785 de către William Herschel. Se află la o distanță de 20,63 de megaparseci de Pământ.